# Sisyra hainana
Sisyra hainana är en insektsart som beskrevs av C.-k. Yang och Gao 2002. Sisyra hainana ingår i släktet Sisyra och familjen svampdjurssländor. Inga underarter finns listade i Catalogue of Life.